# Percyové

Erb Percyů

Percyové (původně také Perciové) byli po většinu středověku nejmocnějším rodem severní Anglie. Titul barona dostal William de Percy už v roce normanského dobytí Anglie 1066. Název odkazuje na sídlo Percyů v Normandii, obec Percy-en-Auge. Členové rodiny dnes drží titul hraběte z Northumberlandu nebo vévody z Northumberlandu. Podobně jako u jejich soupeřů Nevillů bylo jméno Percyů předáno v ženské linii, když rod vymřel po meči.

Původní erb Percyů

Percyové pocházejí od dánského loupežného rytíře jménem Mainfred, který se v 9. století usadil v Pays de Caux severozápadně od Rouenu. Jeho potomci dostali po odchodu do Anglie v roce 1066 pozemky v Yorkshiru. Henry Percy III. získal v roce 1309 hrad Alnwick Castle, který se stal rodinným domem a byl jeho následníkem Henrym IV. přestavěn do současné podoby.
V roce 1377 byl králem Richardem II. po jeho korunovaci jmenován další Henry Percy hrabětem (earlem) z Northumberlandu. Jeho synem byl známý Henry Hotspur, který ještě za života svého otce padl v bitvě u Shrewsbury. Protože otec a syn povstali proti králi Jindřichu IV., byl titul v roce 1405 prohlášen za neplatný. Král Jindřich V. tento trest zrušil v roce 1416.
Mužská linie vymřela v 1670 Joscelinem de Percy, 11. hrabětem z Northumberlandu. Jeho dcera Elizabeth se v roce 1682 vdala za Charlese Seymoura, 6. vévodu ze Somersetu a její vnučka za yorkshirského statkáře Hugha Smithsona, který byl pak roku 1766 povýšen na prvního vévodu z Northumberlandu.

## Významné osobnosti
- Henry Percy, 2. hrabě z Northumberlandu (1392–1455), lancasterský politik, vojevůdce za války růží, zahynul v bitvě u St Albans
- Henry Percy, 3. hrabě z Northumberlandu (1421–1461), lancasterský vojevůdce za války růží, zabit v bitvě u Towtonu
- Henry Percy, 4. hrabě z Northumberlandu (1449–1489), politik, za války růží zpočátku spojenec Yorků, ale neaktivní v bitvě u Bosworthu, posléze spojenec krále Jindřicha VII.
- Thomas Percy, 7. hrabě z Northumberlandu (1528–1572), politik, dvořan, popraven
- Henry Percy, 8. hrabě z Northumberlandu (1532–1585), politik, dvořan, spáchal sebevraždu ve vězení
- Algernon Percy, 10. hrabě z Northumberlandu (1602–1668), vojevůdce, politik, první lord admirality
- Elizabeth Percyová, hraběnka z Northumberlandu (1646–1690), manželka posledního člena rodu Percyů, 11. hraběte z Northumberlandu
- Hugh Percy, 1. vévoda z Northumberlandu (1714–1786), místokrál v Irsku
- Elizabeth Percy, vévodkyně z Northumberlandu (1716–1776), dcera 7. vévody ze Somersetu, univerzální dědička vymřelého rodu Percy
- Hugh Percy, 2. vévoda z Northumberlandu (1742–1817), generál
- Hugh Percy, 3. vévoda z Northumberlandu (1785–1847), místokrál v Irsku
- Algernon Percy, 4. vévoda z Northumberlandu (1792–1865), admirál, ministr námořnictva
- Algernon Percy, 6. vévoda z Northumberlandu (1810–1899), politik Konzervativní strany
- Henry Percy, hrabě Percy (1871–1909), politik
- Lord Eustace Percy (1887–1958), politik, ministr školství 1924–1929